# Die Klage der Kaiserin
Die Klage der Kaiserin er en tysk film fra 1990 af Pina Bausch.

## Medvirkende
- Mariko Aoyama
- Anne Marie Benati
- Bénédicte Billiet
- Rolando Brenes Calvo
- Antonio Carallo
- Finola Cronin
- Dominique Duszynski